# Sankt Martin an der Raab
Sankt Martin an der Raab är en ort och kommun i Österrike. Den ligger i distriktet Jennersdorf i förbundslandet Burgenland, i den östra delen av landet, 140 km söder om huvudstaden Wien. Kommunen gränsar i öster till Ungern och har även en kort gräns mot Slovenien i söder. 
Kommunen består av sju orter (Ortschaften) (inom parentes invånarantal 1 januari 2024):
- Doiber (245)
- Gritsch (108)
- Neumarkt an der Raab (270)
- Oberdrosen (192)
- Sankt Martin an der Raab (585)
- Welten (358)
- Eisenberg an der Raab (205)